# Pachnobia magadanica
Pachnobia magadanica là một loài bướm đêm trong họ Noctuidae.